# Rood 2G
Rood 2G is een blauw rode synthetische azokleurstof. Als additief was het in de EU toegestaan onder E-nummer E128. Gebruik van de stof is echter omstreden nadat in juli 2007 een herziening van de toelating in de EU plaatsvond. Rood 2G is nadien dan ook verwijderd uit de lijst van toegelaten levensmiddelenadditieven.
De stof is goed oplosbaar in water, en enigszins oplosbaar in ethanol. Het voornaamste gebruik in levensmiddelen is als roodmaker voor gekookt vlees zoals worstjes. Andere toepassingen zijn in jams, alcoholische dranken en zuivelproducten. De kleurstof is relatief ongevoelig voor het blekende effect van zwaveldioxide en natriumdisulfiet.
Buiten de levensmiddelenindustrie wordt de kleurstof wel gebruikt in verven en coatings, inkt en papier. Sporadisch vindt gebruik van Rood 2G ook plaats in de histologie om weefsels te kleuren.
Rood 2G wordt in het lichaam, meer bepaald de darmen, omgezet in aniline. Hiervan is uit dierproeven bekend dat ze kanker kan veroorzaken. De Europese Autoriteit voor voedselveiligheid weigerde in juli 2007 daarom een nieuw veilig maximumlimiet voor de stof af te geven. Eerder nog werd aangenomen dat 20 mg per kilogram lichaamsgewicht acceptabel was. Ook zijn er vermoedens dat de stof tot eczeem kan leiden.
Gebruik van de stof als voedseladditief is in Australië, Canada, Japan en Noorwegen ook niet toegestaan.

## Toxicologie en veiligheid
Rood 2G wordt afgeraden voor mensen met astma, alsook voor hyperactive kinderen. De stof zou kankerverwekkend en mutageen zijn.